# Castello di Ceratello
Il castello di Ceratello era un castello che sorgeva sopra una collina a nord del paese omonimo, frazione di Costa Volpino. Il castello è andato distrutto e sulle sue rovine è stata eretta una chiesa dedicata a San Giorgio, parrocchiale dal 1738.

## Descrizione
Il castello di Ceratello sorgeva su una collina dalla posizione strategica: questa infatti domina la Costa sottostante, tra sponda nord del Lago d'Iseo e l'imbocco della Vallecamonica. Era dunque punto obbligato di passaggio per chi proveniva dalla Val Cavallina, dalla Val Seriana e quindi da Bergamo e da Milano. Inoltre era in stretta comunicazione con le fortificazioni del vicino altipiano di Bossico.

## Storia
Il castello era molto probabilmente dipendente da quello più importante di Volpino. Dunque figurava fra i possedimenti del vescovo di Brescia. Fu concesso in feudo alla famiglia Brusati.
Esistono rare testimonianze del castello, motivo per il quale si ritiene che questo fosse probabilmente una piccola fortificazione. Qualcuno è arrivato anche a ipotizzare che sia solo frutto della fantasia popolare. Tuttavia il castello viene citato nel 1198, quando, al termine della terza guerra per il possedimento del Castello di Volpino, si decide che il Castello di Ceratello e il Castello di Qualino spettano a Brescia, mentre quello di Volpino deve essere distrutto, lasciando la porzione superiore dell'omonimo paese a Brescia e quella inferiore a Bergamo. Da quel momento in poi non abbiamo più alcuna menzione della struttura, la quale probabilmente viene abbandonata fino a quando sulle sue rovine viene eretta la chiesa di San Giorgio.